# 교향곡 2번 (멘델스존)
《교향곡 2번 내림 나장조 "찬가" 작품번호 52》는 독일의 작곡가 펠릭스 멘델스존이 1840년에 작곡한 교향곡이다.

## 편성
플루트2, 오보에2, 클라리넷2, 바순2, 호른4, 트럼펫2, 코넷2, 트롬본3, 팀파니, 오르간, 현악 5부이고 성악은 소프라노 2명, 테너 1명, 합창으로 구성되어있다.

## 구성
총 10악장으로 되어 있다.